# 누드 비치

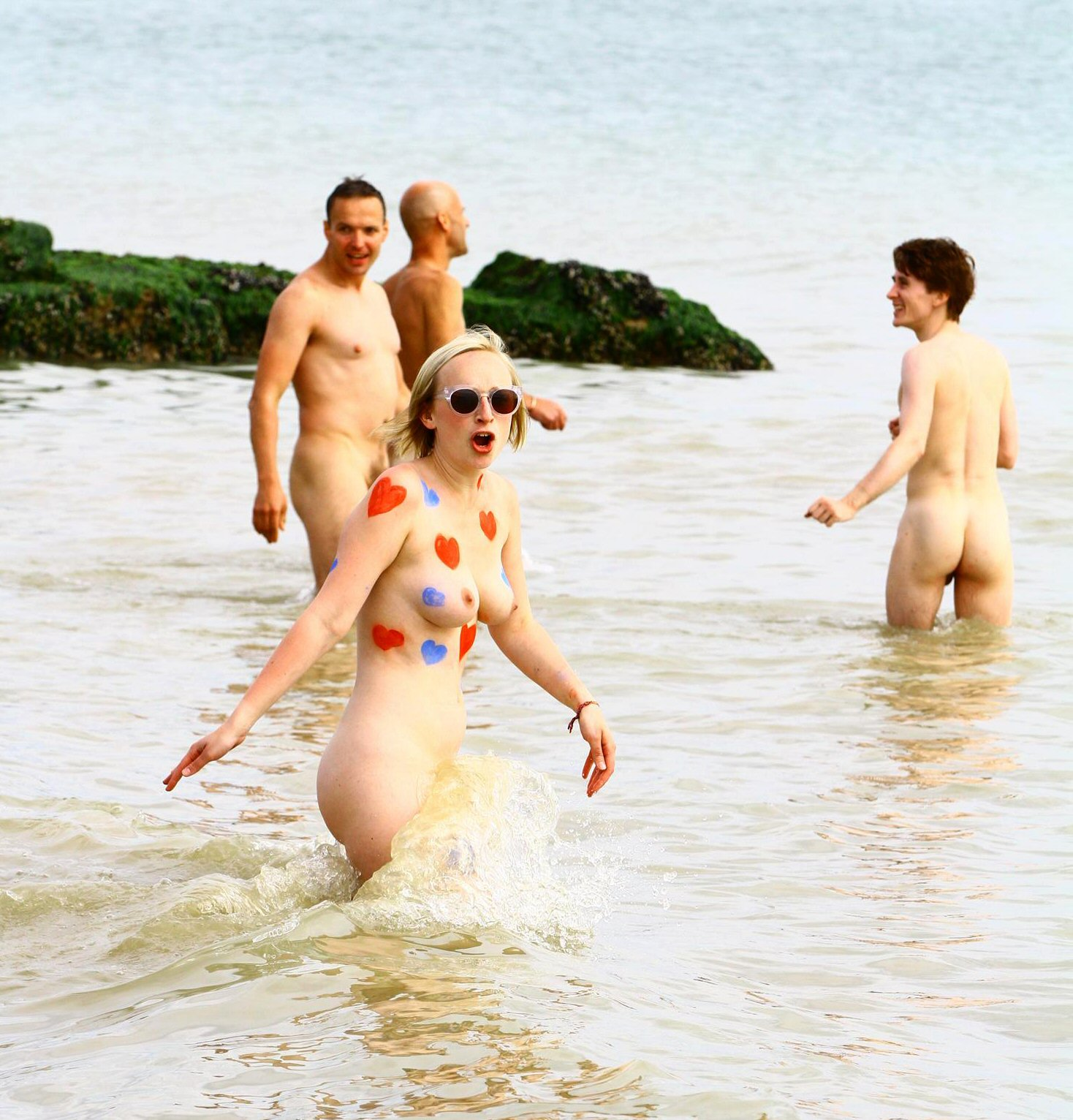

누드 비치(Nude beach)는 이용자들이 나체로 있을 수 있는 해변이다. 누드 비치에서는 일반적으로 혼탕이 이루어진다. 이러한 해변은 대개 공공 토지에 있으며, 모든 일반인이 어떤 운동에 소속되거나 특정 개인 신념을 가질 필요 없이 시설을 이용할 수 있다. 해변 시설 이용은 일반적으로 익명으로 이루어진다. 나체주의 리조트나 시설과는 달리, 누드 비치 이용에는 일반적으로 회원 자격이나 심사 요건이 없다. 누드 비치 시설 이용은 보통 캐주얼하며 사전 예약이 필요하지 않다. 누드 비치는 공식적(법적으로 승인됨), 비공식적(주민과 법 집행 기관에 의해 용인됨) 또는 불법일 수 있다.
일부 국가에서는 누드 비치의 수가 상대적으로 적으며, 대개 도시에서 멀리 떨어져 있다. 접근성은 일반 해변보다 때때로 더 어려우며, 몇몇 주목할 만한 예외를 제외하고는 이러한 해변의 시설은 매우 기본적인 경향이 있다. 덴마크와 같은 다른 국가에서는 대부분의 해변이 의류 선택형이다. 누드 수영은 공공장소에서의 나체의 가장 흔한 형태 중 하나이다. 누드 비치는 토플리스 해변 (또는 상의 탈의 해변)과 혼동해서는 안 된다. 토플리스 해변에서는 여성이나 남성 모두 상체 옷이 필수가 아니지만, 남녀 모두 생식기 부분을 가리는 수영복이 필요하다. 누드 비치는 옷 없는 해변으로 간주되어야 한다.
누드 비치는 옷을 입는 구역과 물리적으로 분리되거나 고립되는 경향이 있다. 다른 경우에는 사람들이 해변 이용자들 사이에 편안한 공간을 유지한다. 낯선 해변 이용자들에게 해변의 특별 지정 구역에 대해 경고하기 위해 표지판이 자주 사용된다. 이는 관음증에 연루된 사람들을 포함하여 나체에 불편함을 느끼는 사람들과, 옷을 입은 사람들에게 감시당하는 것을 좋아하지 않는 누드 비치 이용자들을 모두 수용하기 위함이다.

## 누드 비치의 종류
누드 비치에는 여러 가지 종류가 있다:

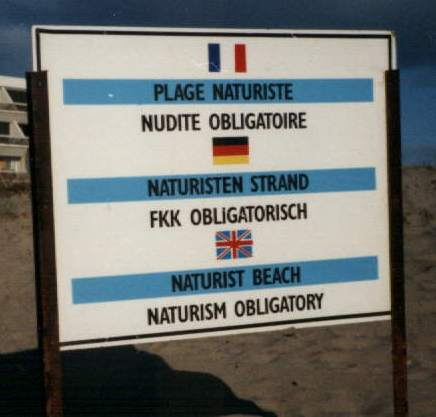
프랑스 카프다그드 해변의 표지판으로, 이 해변에서는 나체주의가 의무임을 알린다.

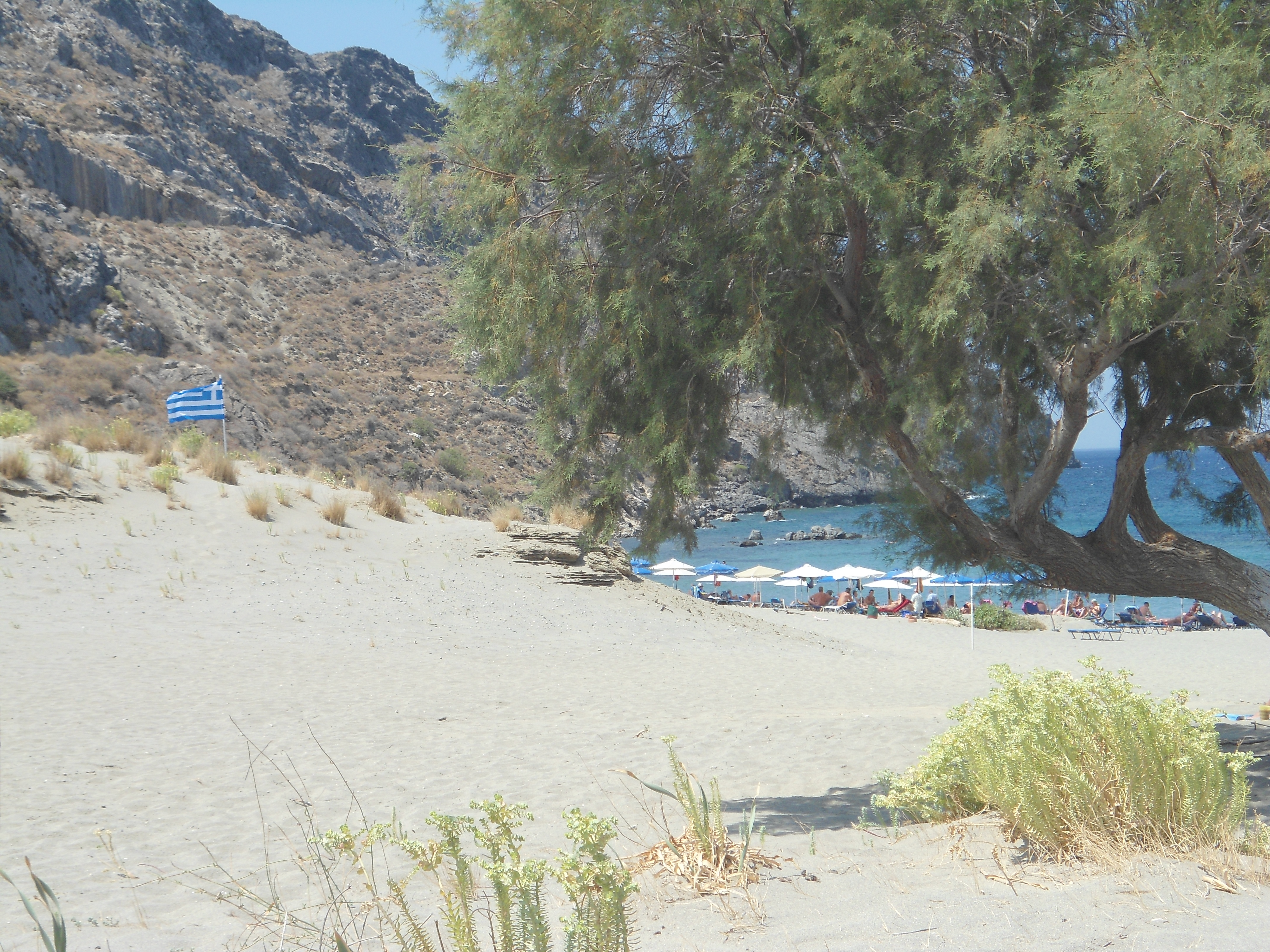
크레타 (그리스) 레팀노현 남부 플라키아스 해변 동쪽의 마지막 부분으로, 주로 관광객들이 나체주의를 위해 이용한다.

- 날씨 조건에 따라 나체가 요구되는 해변. 이러한 유형의 누드 비치는 전용 나체주의 리조트에서 흔하다.
- 나체를 권장하지만 의무는 아닌 해변. 이러한 유형의 누드 비치는 해변이 개인 리조트 또는 기타 사유지의 일부인 경우 흔하다. 이러한 해변에서는 대부분의 사람들이 나체로 다니지만 일부는 그렇지 않다.

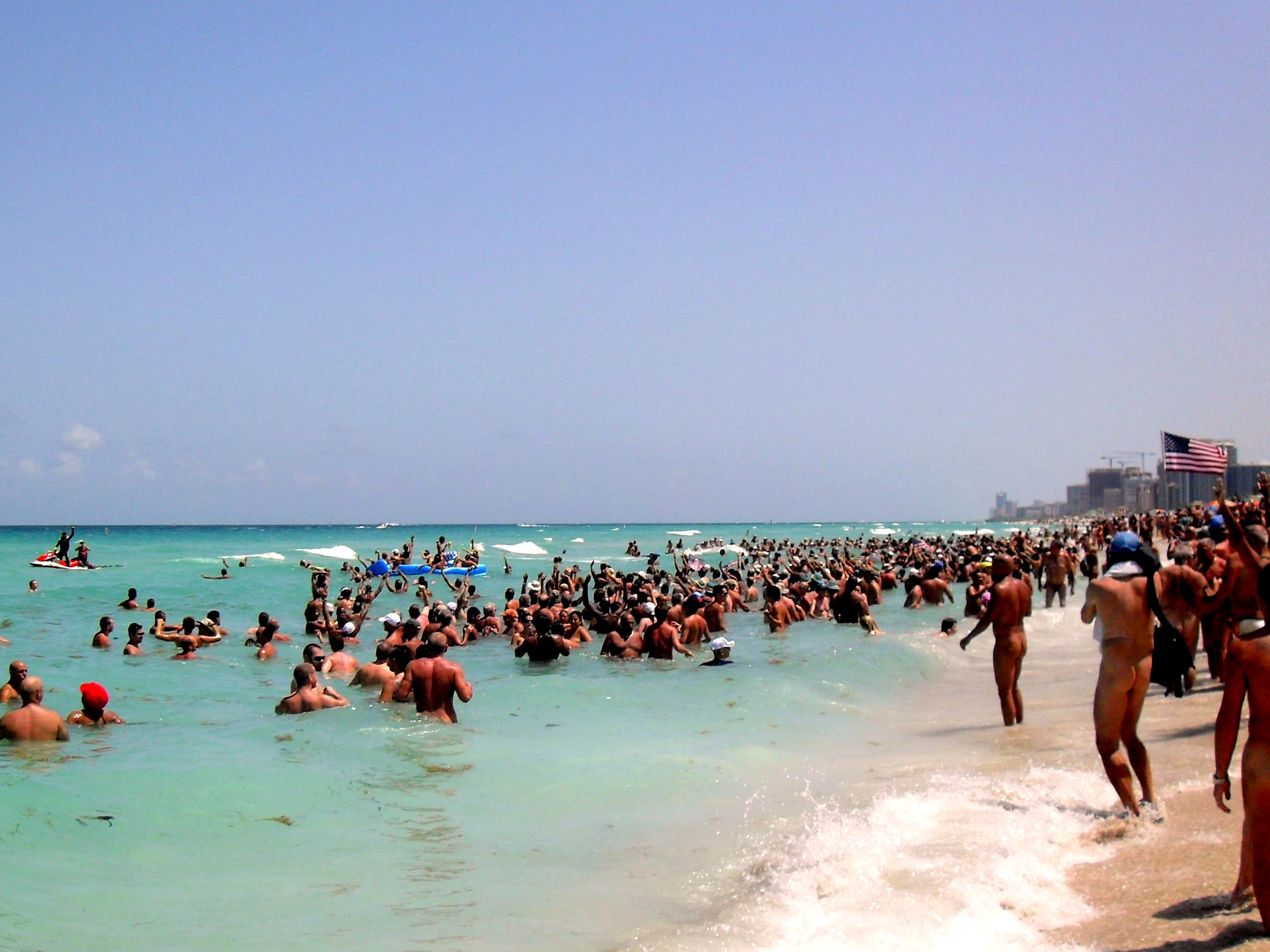
홀오버 공원, 플로리다주, 미국

- 나체가 허용되지만 의무는 아닌 해변(즉, 의류 선택형 해변). 덴마크의 대부분 해변과 노르웨이의 일부 해변은 의류 선택형이다. 미국에서 크고 인기 있는 의류 선택형 해변은 플로리다주 발 하버의 홀오버 공원이다.[1] 이 공원에는 마이애미-데이드 카운티에서 공식적으로 지정한 의류 선택형 구역이 있다. 이러한 해변에는 나체인 사람들과 옷을 입은 사람들이 섞여 있을 수 있다. 옷을 입은 사람들 중 일부는 의류 선택형이라는 지위 때문에 옷을 갈아입을 때 잠시 노출하는 것에 대한 거부감이 덜할 수 있다.
- 나체가 불법이지만 당국에 의해 용인되는 해변. 이 범주의 해변은 일반적으로 당국이 현지 법률을 집행하지 않음으로써 나체에 눈감아 주는 공공 해변이다.
- 나체가 불법이며 용인되지 않는 해변. 이러한 해변에서는 나체인 사람들이 옷을 입도록 지시받거나 벌금을 부과받거나 체포될 수 있다.
- 텍스타일 해변. 텍스타일 해변은 특별히 누드 또는 의류 선택형이 아니다. 이 용어는 나체가 허용되지 않지만, 의류 선택형 해변이 가까이 있는 해변을 지칭하는 데 사용된다.[2]

## 법적 지위

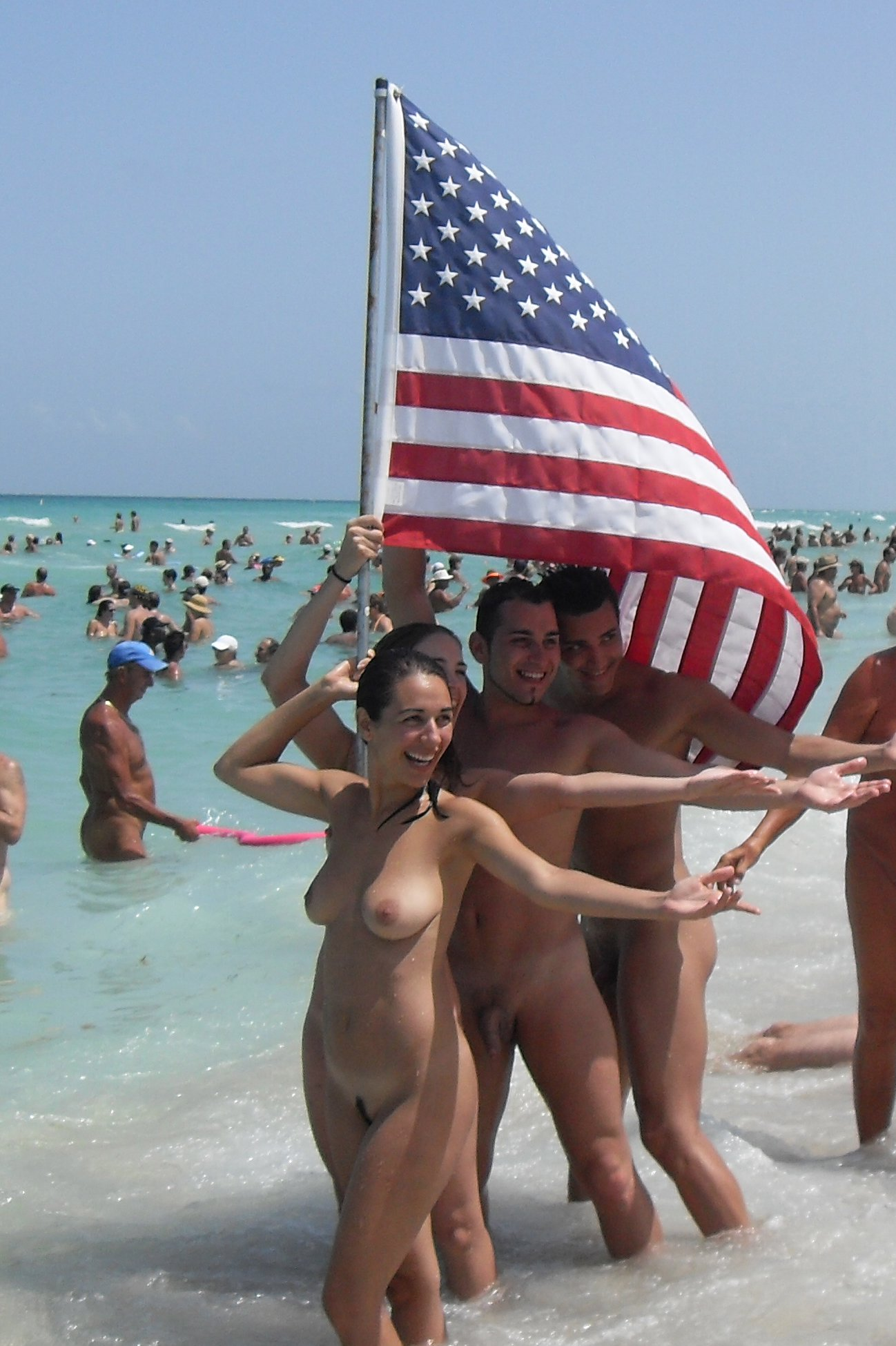
미국 홀오버 공원 해변의 나체주의자 친구들 무리

누드 비치를 포함하여 전 세계 대부분의 해변은 공공 토지에 있다. 이는 해변에 인접한 사설 리조트와 호텔이 통제된 접근을 통해 울타리 뒤에 자신들의 재산을 둘러쌀 수 있지만, 대부분의 국가에서는 실제 해변 지역의 사적 소유를 허용하지 않는다는 것을 의미한다. 따라서 리조트가 자신들의 재산에 대한 접근을 통제하고 복장 기준을 설정할 수 있지만, 이러한 기준이 반드시 해변 자체에 적용되는 것은 아니며, 해변은 현지 법률 또는 관습에 계속 적용되고, 해변 자체에 대한 일반인의 접근은 보통 제한되지 않는다. 이는 예를 들어 카리브해 제도, 멕시코, 플로리다에 적용된다. 예를 들어 자메이카 네그릴의 세븐 마일 해변에서는 해변이 모래/물선까지 울타리가 있는 사설 리조트로 늘어서 있지만, 해변 자체는 대중에게 개방되어 있다. 실제 복장 기준은 리조트마다 다르지만, 해변 지역은 공식적으로 "토플리스"로 지정되어 있으며, 일반인의 접근은 제한되지 않는다.
남아프리카 공화국의 히비스커스 코스트 지방자치단체는 음펜자티 자연보호구역 내 기존 의류 선택형 해변을 공식화했다.
브라질에는 공식적으로 규제되는 8개의 나체주의 해변이 있지만, "의류 선택형"은 아니다. 나체가 필수이며, 공인된 나체주의 단체의 회원 카드가 없는 미혼 남성은 출입이 허용되지 않는다. 그 외에는 다른 자체 규제 나체주의 해변과 유사하게, 나체는 자연스러운 것이며 성적인 것이 아님을 주장한다.
국제 나체주의 연맹은 회원 단체들이 사용할 행동 지침, 즉 예의를 개발했다. INF 누드 비치 예의는 모든 형태의 성희롱과 성적 활동 (예: 자위행위 또는 성교)을 피하도록 요구한다. 포식성 행동은 허용되지 않으며, 무단 촬영도 허용되지 않는다. 일반적으로 이 기준은 다른 방문객의 사생활을 존중하도록 요구한다. 응시는 규칙과 사회적 압력에 의해 금기시된다.
이러한 규범 위반은 드문 일이 아니며, 뉴질랜드 오클랜드의 레이디스 베이 해변에서 성적 활동이 보고되었다.
그러나 사유지에서 행동 기준을 신속하고 효과적으로 시행할 수 있는 나체주의 리조트 및 호텔과 달리, 대부분의 누드 비치는 공공 토지에 있어 누드 비치 예절 기준의 시행이 더 개인적인 문제이며 현지 법률의 억제력에 좌우된다. 행동 기준은 국가마다 다른 형태를 취한다. 누드 비치를 이용하는 사람들이 해변에서 나체인 사람들을 만날 것으로 예상한다는 사실 외에는 대부분의 다른 현지 법률 및 관습이 계속 적용된다.

## 역사

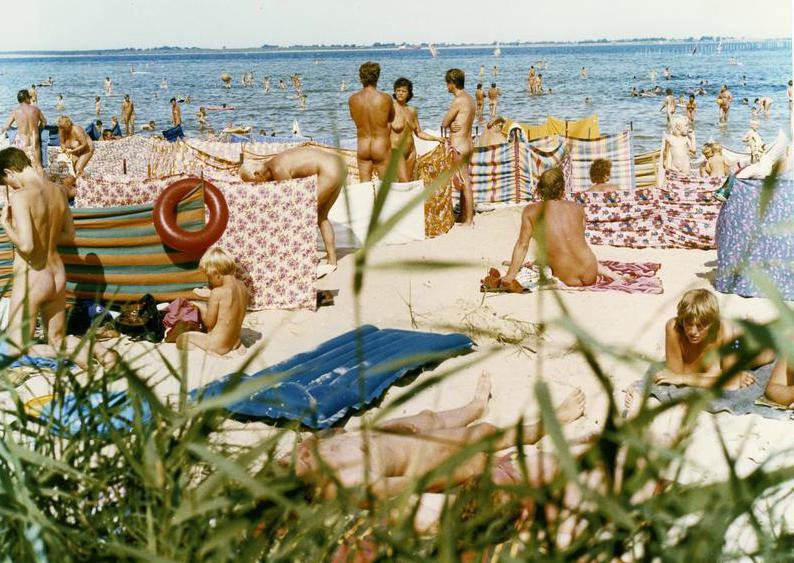
1984년 독일 일광욕을 즐기는 사람들의 옛 사진

1894년 7월 17일, 토론토 시의회는 남성들이 나체로 수영할 수 있도록 한란스 포인트 해변의 200피트 구역을 할당했다. 이 조례는 1930년 나체 목욕에 대한 전면 금지 조치로 대체될 때까지 유지되었다.
1920년, 독일은 질트섬의 캄펜에 첫 공식 누드 비치를 개장했다. 1936년, 에드워드 8세 국왕과 그의 연인 월리스 심프슨은 아드리아해를 따라 전세 유람선을 타고 여행했다. 그들은 크로아티아의 라브섬에 있는 해변을 방문했고, 그곳에서 현지 당국은 국왕에게 나체로 수영할 수 있는 특별 허가를 부여했다. 이 사건은 크로아티아 나체주의 관광의 시작을 알렸다. 누드 비치는 1950년대 프랑스 해안을 따라 인기를 얻었으며 그 이후 전 세계로 퍼졌지만, 여전히 드물다. 일부 누드 비치는 카프다그드 지역과 같은 더 큰 누드 지역의 일부이다. 덴마크의 대부분 해변과 노르웨이의 일부 해변은 의류 선택형이다. 독일에는 공공 공원에 의류 선택형 일광욕 구역이 있으며, 예를 들어 뮌헨과 베를린이 있다. 크레타와 같은 일부 휴가지 해변도 일부 도심 중앙 해변을 제외하고는 의류 선택형이다. 바르셀로나에는 두 개의 도심 의류 선택형 해변이 있다.
1960년대와 70년대에는 미국에서 누드 해변에 대한 어느 정도의 관용이 있었다. 예를 들어 제이콥 리스 공원이 있었는데, 이곳에서는 나체가 비공식적으로 방파제로 경계가 정해진 가장 북쪽 구역인 "베이 원"으로 제한되었다. 원래는 게이 남성들이 자주 찾았지만, 전통적인 나체주의자들과 가족들에게도 인기가 확산되었다. 1972년 이 공원이 게이트웨이 국립 휴양지의 일부가 되면서 연방법이 현지 공연음란죄 법률에 우선하게 되었다. 1974년에는 공원 내 나체를 특별히 금지하는 시 조례가 통과되었지만, 미국 공원 경찰은 다른 법률이 위반되지 않는 한 관용 정책을 계속 유지했다. 1983년 주법에 의해 나체가 불법화되었다.
자유 해변은 국가 나체주의 단체들과는 별개로 발전했지만, 이러한 단체들 중 일부는 관심을 가지고 법적으로 보호하고 허용 가능한 행동 지침을 발행함으로써 도움을 주었다. 북미에서는 자유 해변 운동이 공식 나체주의 단체인 미국 나체 레크리에이션 협회의 방향에 반대하는 그룹의 이름이었고, 경쟁 단체인 나체주의 사회를 설립했다. 옷 없는 조직과 나체주의 행동 위원회와 같은 자유 해변 협회는 나체 수영 및 일광욕을 금지하는 법률의 폐지 또는 누드 비치의 수 증가, 때로는 누드 비치의 편의 시설 개선을 위해 로비를 한다.

## 같이 보기
- 독일의 나체주의 문화
- 나체주의